# Міст перейти не можна
Міст перейти не можна (рос. Мост перейти нельзя) — радянський художній фільм-драма 1960 року, знятий режисерами Теодором Вульфовичем і Микитою Куріхіним на кіностудії «Ленфільм» за п'єсою Артура Міллера «Смерть комівояжера». 

## Сюжет
Більше тридцяти років Віллі Ломен (Микола Волков-старший) прослужив фірмі. Йому вже за шістдесят. Новий молодий власник «Вагнер і К» без жодних докорів сумління звільняє старого комівояжера, який втратив колишню хватку. Чи не виправдовують надій героя і два його сина, Біф і Хеппі — не бути їм опорою постарілим батькові і матері … Герою картини залишається єдиний вихід — отримати гроші по страховому полісу в обмін на життя, яке для Ломена втратило будь-який сенс.

## У ролях
- Микола Волков (старший) — Віллі Ломен, американський комівояжер
- Лідія Сухаревська — Лінда Ломен
- Георгій Шевцов — Біф Ломен
- Григорій Гай — Хеппі Ломен
- Володимир Казарін — Чарлі, сусід
- Юрій Дедович — Бернард
- Володимир Андрєєв — Говард
- Ролан Биков — Стенлі, офіціант
- Людмила Макарова — жінка в готелі
- [[Марина Добровольська — міс Форсайт
- Леонід Наумов]] — Біф-підліток
- Н. Андрєєва — епізод
- Тетяна Бєстаєва — Лєтта, подруга міс Форсайт
- Світлана Дружиніна — подруга Біфа Ломена
- Олександр Мазаєв — Олівер
- Людмила Чупиро — епізод

## Знімальна група
- Режисери-постановники — Теодор Вульфович, Микита Куріхін
- Сценарист — Теодор Вульфович
- Оператор-постановник — Самуїл Рубашкін
- Композитор — Мечислав Вайнберг
- Художники-постановники — Семен Мандель, Всеволод Улитко, Тамара Васильковська